# Eric Clapton
Eric Patrick Clapton (Ripley, Inglaterra, 30 de marzo de 1945) es un guitarrista, cantante y compositor de rock y blues británico, conocido por su magistral habilidad con la guitarra eléctrica, sobre todo con la Stratocaster y la Gibson SG cuando estaba en la mítica banda de rock inglesa Cream.
Apodado Slowhand («mano lenta»), desde su época en The Yardbirds, y God («Dios») en su época con Cream, es miembro del Salón de la Fama del Rock and Roll por partida triple: como miembro de The Yardbirds y de Cream y por su carrera como solista. En opinión de muchos críticos, ha sido uno de los artistas de la cultura de masas más respetados e influyentes de la historia.
Aparece en el puesto número 2 de la lista de «Los 100 guitarristas más grandes de todos los tiempos» de la revista Rolling Stone y en el puesto número 55 de su especial «Inmortales: los 100 artistas más grandes de todos los tiempos».
Además, en 2005 la revista Guitar World incluyó cinco de sus canciones entre los mejores solos de guitarra de todos los tiempos.
Su estilo musical ha sufrido cambios diversos a lo largo de su carrera, pero sus raíces siempre han estado muy ligadas con el blues. Es reconocido como un innovador en varias etapas.
Practicó el blues rock con John Mayall & the Bluesbreakers y The Yardbirds y el rock psicodélico con Cream, además de haber tocado estilos muy diversos en su etapa en solitario: Delta blues en su álbum Me and Mr. Johnson, Soft rock en su canción «Change the World» o reggae en su versión del tema de Bob Marley «I Shot the Sheriff».
Algunos de sus mayores éxitos han sido los temas «Layla» de su época con Derek and the Dominos, Sunshine of Your Love con Cream; Tears in Heaven, dedicada a su hijo fallecido Conor que compuso con Will Jennings y For Your Love con The Yardbirds, su primer gran éxito.

## Biografía
Clapton nació en Ripley, Surrey, Inglaterra, como hijo de la pareja formada por Patricia Molly Clapton (7 de enero de 1929-marzo de 1999), de 16 años, y Edward Walter Fryer (21 de marzo de 1920-1985), un piloto militar de Montreal, Quebec, Canadá, de 25 años. Su padre se encontraba destinado en el Reino Unido durante la Segunda Guerra Mundial y antes de que Eric naciera, regresó a Canadá junto a su esposa. El niño creció con su abuela, Rose, y su segundo marido Jack creyendo que eran sus padres, y que su madre era su hermana mayor. El apellido de sus abuelos era Clapp, mientras que Clapton es el apellido del primer esposo de su abuela Rose y abuelo materno de Eric (Reginald Cecil Clapton). Años después, su madre se casó con otro soldado canadiense (Frank MacDonald) y se mudó a Canadá, dejando a Eric a cargo de sus abuelos. Cuando Clapton contaba con nueve años de edad, averiguó la verdad cuando su madre y su hermano Brian regresaron a Inglaterra de visita. Esto supuso un punto de inflexión en su vida, haciéndole distanciarse de su familia y no aplicarse en el colegio. Su hermano, Brian, murió en un accidente de moto en 1974 a los 26 años. Clapton tiene otras dos hermanas del segundo matrimonio de su madre: Cheryl (nacida en mayo de 1953) y Heather (nacida en septiembre de 1958).
Clapton creció siendo un niño muy solicitado por las niñas, iba de flor en flor, y en sus propias palabras, «un niño popular y malvado». Aun así Clapton es conocido por su sentido del humor. Eric se crio en un entorno musical, donde su abuela tocaba el piano y, tanto su tío como su madre, disfrutaban escuchando las Big Bands de la época. Su madre le contó en una ocasión al biógrafo oficial de Eric, Ray Coleman, que su padre era un músico de mucho talento, y que tocó en varias bandas de la zona de Surrey. Eric obtuvo su primera guitarra como un regalo con motivo de cumplir 13 años de edad. Era una guitarra acústica de la marca alemana Hoyer, que le resultó de difícil ejecución. Aún a pesar de su frustración inicial, dedicó muchas horas a aprender los acordes y a emular la música de los artistas de blues que escuchaba.
Después de abandonar el colegio en 1961, Clapton estudió en Kingston College of Art, del que fue expulsado por no progresar lo suficiente en el resto de las áreas del arte, centrándose únicamente en la música. Por esta época Clapton comenzó a frecuentar la zona de Richmond (Londres). A los 17 años se unió a su primera banda The Roosters. Permaneció en este grupo de enero a agosto de 1963. En octubre de ese mismo año tocó en siete conciertos con Casey Jones and the Engineers.
Antes de dedicarse de lleno al mundo de la música, Clapton se ganaba la vida trabajando de obrero junto a su abuelo.

### Relaciones e hijos
Su pareja desde finales de la década de 1960 hasta 1974 fue Alice Ormsby-Gore, una aristócrata británica; a menudo se malinformaba que estaban comprometidos. Salió breve tiempo con la cantante de funk Betty Davis. Se casó con Pattie Boyd el 27 de marzo de 1979 en Tucson, Arizona, pero su matrimonio se vio empañado por sus infidelidades y violencia doméstica. En una entrevista de 1999 con The Sunday Times, Clapton admitió haberla violado y abusado de ella mientras estaban casados y que él era un alcohólico "en toda regla". En 1984, mientras grababa Behind the Sun, Clapton comenzó una relación con Yvonne Kelly, la gerente de AIR Studios Montserrat. Aunque estaban casados con otras parejas en ese momento, tuvieron una hija en enero de 1985. Se llamaba Ruth Kelly Clapton, pero su existencia se mantuvo oculta hasta que los medios se dieron cuenta de ello en 1991.
Clapton y Boyd intentaron sin éxito tener hijos, incluso intentaron la fertilización in vitro en 1984, pero en cambio se enfrentaron a abortos espontáneos. Tuvo una aventura con la modelo italiana Lory Del Santo, quien dio a luz a su hijo, Conor, el 21 de agosto de 1986. Clapton y Boyd se divorciaron más tarde en 1989 después de que ella estuviera "completamente devastada" por su confesión de dejar embarazada a Del Santo durante esta aventura. Conor murió el 20 de marzo de 1991 a la edad de cuatro años después de caerse por la ventana abierta de un dormitorio en el piso 53 de un edificio de apartamentos de Manhattan.
En 1998, Clapton, que entonces tenía 53 años, conoció a Melia McEnery, asistente administrativa de 22 años, en Columbus, Ohio, en una fiesta que le ofrecieron después de una actuación. Salió con ella en silencio durante un año y la relación se hizo pública en 1999. Se casaron el 1 de enero de 2002 en la iglesia St Mary Magdalene en el lugar de nacimiento de Clapton, Ripley. Tienen tres hijas, Julie Rose (nacida el 13 de junio de 2001), Ella May (nacida el 14 de enero de 2003) y Sophie Belle (nacida el 1 de febrero de 2005).

## Carrera musical

### The Yardbirds

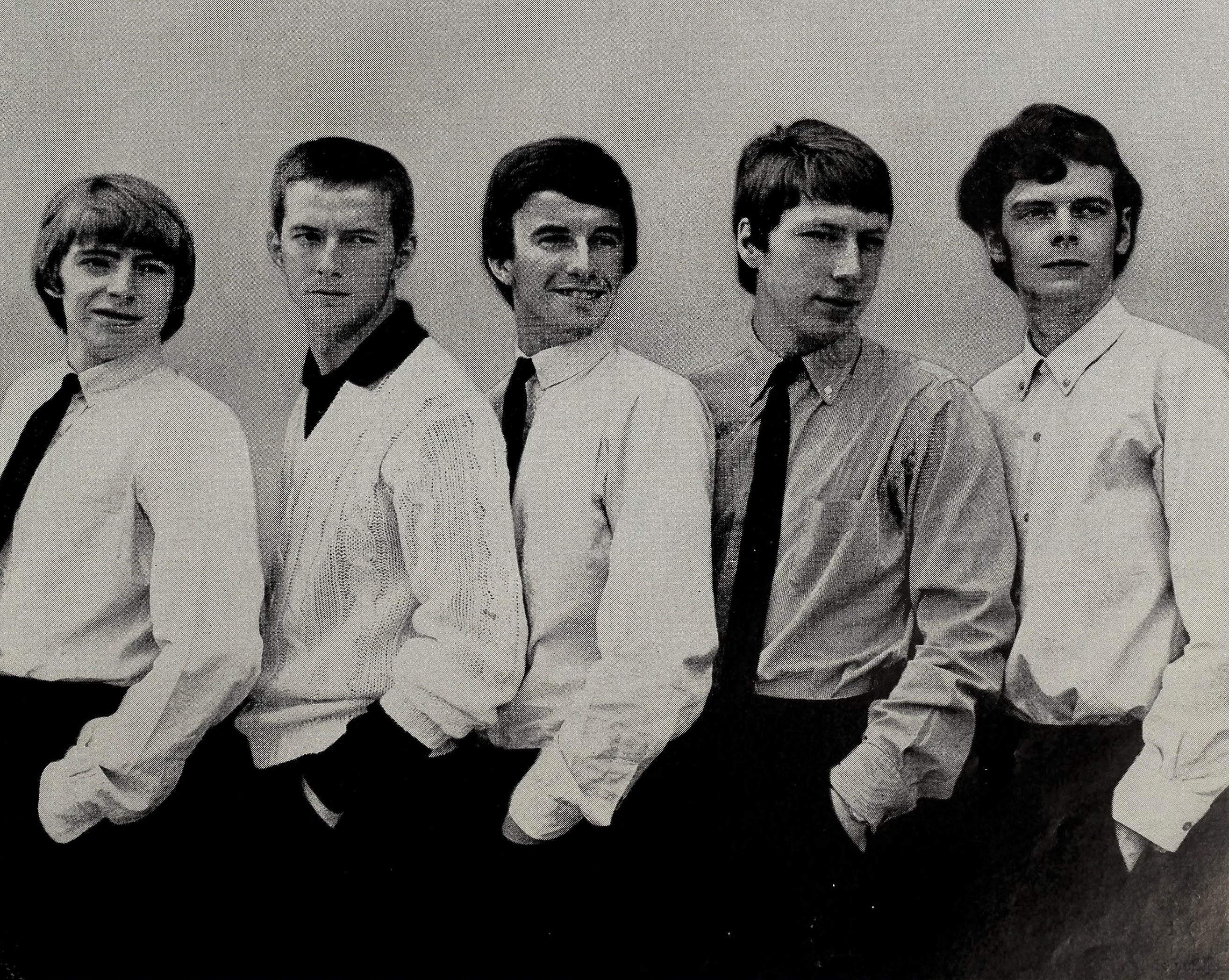
Eric Clapton (segundo de izquierda a derecha) junto con The Yardbirds en 1965.

En octubre de 1963, Keith Relf (que estudiaba con Clapton) y Paul Samwell-Smith reclutaron a Clapton para el grupo de rock con influencias de blues, The Yardbirds. Hasta la entrada de Clapton, el grupo estaba formado por Keith Relf (voz), Paul Samwell-Smith (bajo), Chris Dreja (guitarra rítmica), Jim McCarty (batería) y Anthony "Top" Topham (guitarra principal), siendo Clapton el sustituto de Topham. Durante su período de dieciocho meses con The Yardbirds, Clapton se ganó su apodo de "slowhand" ("mano lenta").
Sintetizando sus influencias de guitarristas de blues como Buddy Guy, Freddie King y B. B. King, Clapton se convirtió en uno de los guitarristas más populares de la escena británica. La banda comenzó a formarse un buen nombre, sobre todo después de ganar la vacante dejada por The Rolling Stones en el Crawdaddy Club en Richmond, Londres. Hicieron una gira con Sonny Boy Williamson II, de la cual saldría el álbum Sonny Boy Williamson and The Yardbirds, grabado el 8 de diciembre de 1963 y editado en 1965.
En su álbum de 1964, Five Live Yardbirds, recrean versiones de R&B y blues americano, con largas improvisaciones y solos de guitarra, quedó clara la imaginación y confianza de Clapton. Sin embargo, el grupo fue acercándose al estilo pop, para intentar entrar en las listas de venta, cosa que consiguieron con «For Your Love», que llegó al #2 en el Reino Unido y al #6 en Estados Unidos. Esta canción fue escrita por el compositor Graham Gouldman, que había escrito hits para el grupo adolescente Herman's Hermits y el grupo de pop The Hollies. Clapton seguía muy comprometido con el blues, por lo que renegaba del nuevo rumbo pop de The Yardbirds.
De esta forma, decidió dejar la banda y recomendó a Jimmy Page como su sustituto, quien se negó por lo bien que le iban las cosas como músico de sesión. Él recomendó a Jeff Beck como sustituto, que por entonces tocaba en una banda llamada The Tridents. Más tarde, Page se uniría al grupo, primero tocando el bajo y después asumió junto a Beck el rol de guitarrista. Clapton, Beck y Page llegaron a tocar juntos en una mini-gira en beneficio de la esclerosis múltiple, además de en el álbum Guitar Boogie (1971).
Miembros de The Yardbirds durante la etapa de Eric Clapton
- Eric Clapton - guitarra
- Chris Dreja - guitarra
- Keith Relf - voces, armónica
- Paul Samwell-Smith - bajo
- Jim McCarty - batería

### John Mayall & the Bluesbreakers
Clapton se unió a John Mayall & the Bluesbreakers en abril de 1965, por apenas unos meses, cuando se marchó a Grecia, a tocar con una banda inglesa llamada The Glands, en la cual tocaba el piano un viejo amigo suyo, Ben Palmer, regresó a la banda de John Mayall en noviembre. Fue durante esta etapa donde se ganó el respeto unánime del circuito de clubes de Inglaterra. Aunque Clapton se ganó el reconocimiento mundial por su ejecución en el álbum Blues Breakers with Eric Clapton, este álbum no se comercializó hasta después de su marcha definitiva de la banda.
Habiendo cambiado su Fender Telecaster y su amplificador Vox AC30 por una guitarra Gibson Les Paul Standard y un amplificador Marshall, el sonido de Clapton inspiró un grafiti muy bien promocionado que rezaba: "Clapton is God" ("Clapton es Dios"). La frase fue pintada por un seguidor en una pared de la estación de Islington, en el subterráneo de Londres, en otoño de 1967. La pintada fue captada en una famosa fotografía, en la que aparece un perro orinando en esa misma pared. Clapton dijo:

Nunca acepté que fuera el mejor guitarrista del mundo. Siempre quise ser el mejor guitarrista del mundo, pero eso es un ideal, y lo acepto como tal.

Miembros de John Mayall & the Bluesbreakers durante la etapa de Eric Clapton
- John Mayall - teclados, órgano, armónica, voces
- Eric Clapton - guitarra
- John McVie - bajo
- Jack Bruce - bajo (marzo de 1966)
- Hughie Flint - batería

### Cream

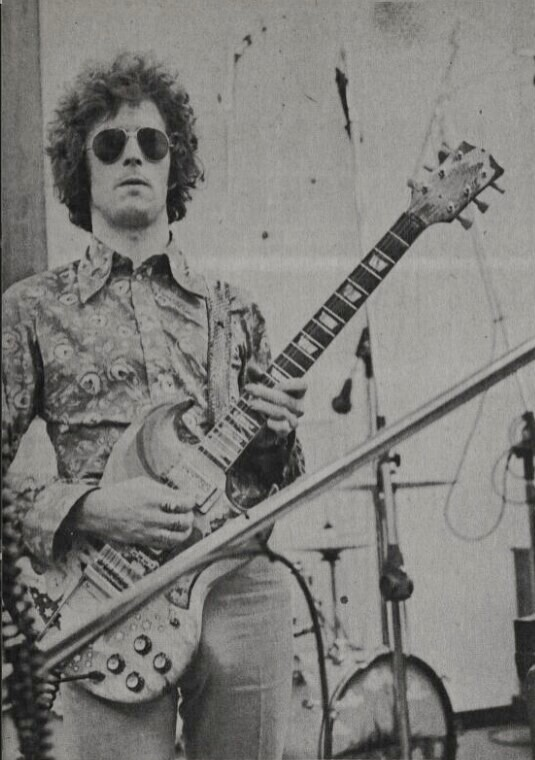
Clapton tocando su famosa guitarra The fool con Cream (Fecha desconocida. Foto publicada por la revista Hit Parader en 1968).

Clapton abandonó a los Bluesbreakers en julio de 1966 (siendo sustituido por Peter Green), para formar la banda Cream, uno de los primeros supergrupos y power trios de la historia del rock. Contaba con Jack Bruce, exmiembro de Manfred Mann, John Mayall & the Bluesbreakers y Graham Bond Organization como bajista; y Ginger Baker, también exmiembro de Graham Bond Organization como baterista. Antes de la creación de Cream, Clapton era casi desconocido en los Estados Unidos, ya que abandonó The Yardbirds antes de que el sencillo «For Your Love» entrara en el Top Ten US, y aún no había tocado allí. En su época en Cream, Clapton empezó a evolucionar como cantante, compositor y guitarrista, aunque Jack Bruce era la voz predominante y el compositor de la gran mayoría de los temas junto con el letrista Pete Brown. Su primer concierto fue en el Twisted Wheel de Mánchester en julio de 1966, antes de hacer su debut oficial con dos noches en el National Jazz and Blues Festival en Windsor. Parte de su fama legendaria se debe a sus jam sessions y solos de guitarras y batería en sus conciertos.
A principios de 1967, la hegemonía de Clapton como mejor guitarrista de Gran Bretaña entró en rivalidad con Jimi Hendrix, que estaba innovando en la manera de tocar la guitarra. Hendrix asistió al concierto de Cream en la Universidad de Westminster de Londres del 1 de octubre de 1966. Cuando Hendrix comenzó a tocar en la escena local, muchos de los grandes artistas de Inglaterra asistían con gran expectación a sus conciertos, entre ellos Clapton, Pete Townshend, The Rolling Stones y The Beatles.
Clapton visitó por primera vez Estados Unidos con Cream. Fueron a Nueva York en marzo de 1967 para tocar nueve noches en el teatro RKO. Después, en mayo de ese año, regresarían a Nueva York para grabar su álbum Disraeli Gears. El repertorio de la banda evolucionó de canciones comerciales como «I Feel Free» a largas jams instrumentales de blues como «Spoonful». Estos temas mostraban la guitarra punzante de Clapton, mezclada con la potente voz y vibrante bajo de Jack Bruce. A su vez, la potente y polirrítmica batería con influencias de jazz de Ginger Baker aseguraba a Cream como un power trio.
En 28 meses, Cream se había convertido en un éxito comercial, vendieron millones de álbumes y tocaron por Europa y Estados Unidos. Redefinieron el papel instrumental dentro del rock, siendo una de las primeras bandas en enfatizar el virtuosismo musical y las improvisaciones de corte jazzístico. Sus sencillos de éxito en los Estados Unidos incluyen «Sunshine of Your Love» (#5, 1968), «White Room» (#6, 1968) y «Crossroads» (#28 en 1969, versión en directo de la canción de Robert Johnson «Cross Road Blues»). Aunque Cream fue una de las grandes bandas de su época, y la adulación para con Clapton era constante, el supergrupo estaba destinado a tener una vida corta. Las legendarias diferencias entre Bruce y Baker y la creciente tensión entre los tres acabarían con el grupo.
El álbum de despedida de Cream, Goodbye, incluía actuaciones en directo en The Forum de Los Ángeles, grabadas el 19 de octubre de 1968, y fue comercializado poco después de que Cream se separara. El álbum contaba también con el sencillo «Badge», coescrito por George Harrison, a quien Clapton conoció en un concierto en el que The Yardbirds compartieron cartel con The Beatles en el London Palladium. Esta amistad se tradujo en la colaboración de Clapton en el tema «While My Guitar Gently Weeps» del White Album de The Beatles. Clapton se convirtió así, junto con Yoko Ono, y más tarde Billy Preston, en uno de los tres artistas en participar de un disco de The Beatles sin ser un fab four. Ese año salió el debut en solitario de Harrison Wonderwall Music, el primero de un largo número de álbumes de Harrison en contar con Clapton, aunque por motivos legales no apareciera en los créditos. Además, tocaban juntos como invitados el uno del otro. El 29 de noviembre de 2002, un año después de la muerte de Harrison, Clapton ayudó a organizar el tributo "Concert for George" como director musical.
Desde su ruptura en 1968, Cream se ha reunido en varias ocasiones. Una fue en 1993, en una ceremonia para ingresar en el Salón de la Fama del Rock and Roll, y otra en 2005, en una reunión para tocar cuatro noches en el Royal Albert Hall de Londres y tres noches en el Madison Square Garden de Nueva York. La grabación de sus conciertos en el Royal Albert Hall salió a la venta a finales de 2005 bajo el título Royal Albert Hall London May 2-3-5-6 2005.
Miembros de Cream durante la etapa de Eric Clapton
- Eric Clapton - guitarra, voces
- Jack Bruce - bajo, voces
- Ginger Baker - batería

### Blind Faith

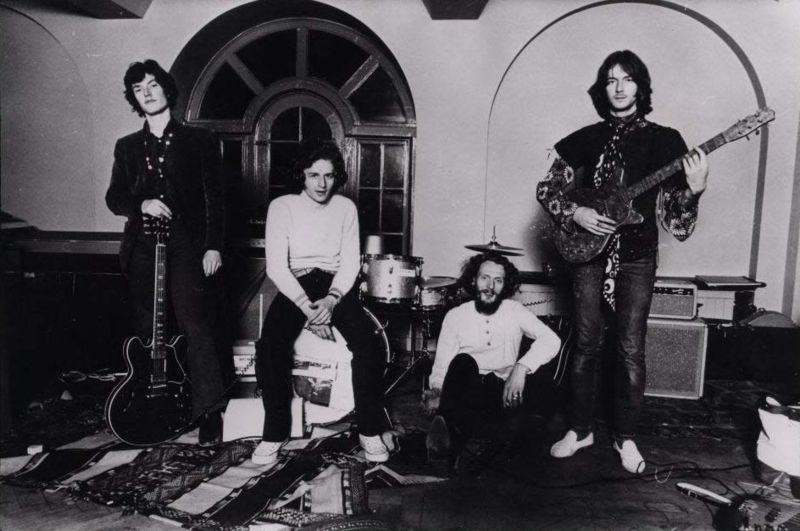
Clapton (derecha) con Blind Faith en 1969.

Después de la ruptura de Cream, Clapton vuelve a formar un supergrupo, Blind Faith (1969), compuesto por Ginger Baker, Steve Winwood (proveniente de Traffic, disuelto en enero de 1969) y Ric Grech (de la banda Family), cuya fugaz vida dejó un álbum y una gira de promoción. El supergrupo debutó ante cien mil espectadores en el Hyde Park de Londres el 7 de junio de 1969, del cual Clapton, conocido por su perfeccionismo, salió bastante defraudado por la calidad. Hicieron conciertos por Escandinavia y comenzaron una gira americana en julio. El álbum Blind Faith fue grabado en los estudios de grabación Olympic bajo la producción de Jimmy Miller, con tantas prisas que la cara B solo consta de dos temas, una es una jam de 15 minutos llamada «Do What You Like». Llegó al número 1 tanto en el Reino Unido como en Estados Unidos. La cubierta del álbum, que incluía una foto de una chica preadolescente semi-desnuda creó polémica en Estados Unidos y fue sustituida por una foto de la banda. Se disolvió a los siete meses.
Miembros de Blind Faith durante la etapa de Eric Clapton
- Eric Clapton - guitarra, voces
- Steve Winwood - teclados, guitarra, bajo, voces
- Ginger Baker - batería
- Rick Grech - bajo, violín eléctrico

### Delaney & Bonnie and Friends
Clapton decidió apartarse del mainstream girando con el grupo americano Delaney & Bonnie and Friends, que habían hecho de teloneros de Blind Faith en su gira americana de 1969. Formado por Delaney y Bonnie Bramlett (marido y mujer), el dúo llegó a contar con colaboraciones de la talla de George Harrison y Duane Allman, además de Clapton. Delaney & Bonnie and Friends hizo una gira europea con The Plastic Ono Band, con quienes Clapton tocó en un par de conciertos. Clapton aparece en el álbum On Tour with Eric Clapton, el álbum más vendido del grupo, que llegó al Top 30 de las listas americanas.
Miembros de Delaney & Bonnie and Friends durante la etapa de Eric Clapton
- Eric Clapton - guitarra, voces
- Delaney Bramlett - guitarra, voces
- Bonnie Bramlett - voces
- Dave Mason - guitarra
- Jim Gordon - batería
- Carl Radle - bajo
- Bobby Whitlock - órgano, voces
- Jim Price - trompeta
- Bobby Keys - saxofón
- Rita Coolidge - voces
- Tex Johnson - percusión
- George Harrison - guitarra (solo en directo).

### Primer álbum en solitario
Usando a los músicos de The Bramletts y a una serie de músicos de prestigio (incluyendo a Leon Russell y Stephen Stills), Clapton grabó su primer álbum en solitario, el homónimo Eric Clapton (1970). El álbum incluía dos temas compuestos por The Bramletts («Bottle Of Red Wine» y «Let It Rain»), además de una versión de la canción de J.J. Cale «After Midnight», que alcanzó el 18 en las listas americanas. Además, Clapton participó en el álbum All Things Must Pass (primavera de 1970) de George Harrison. También grabó con artistas como Dr. John, Leon Russell, Plastic Ono Band, Billy Preston y Ringo Starr.

### Derek and the Dominos

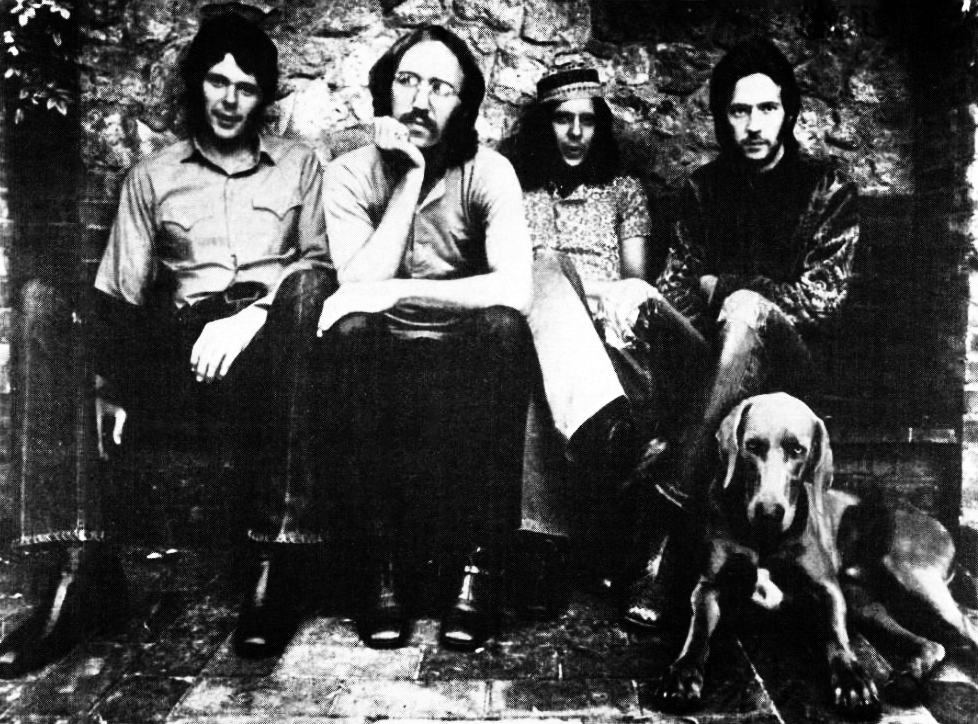
Clapton (derecha) con Derek and the Dominos en 1971.

Después de su primer álbum en solitario, Clapton reúne a los músicos de Delanney & Bonnie Bobby Whitlock (teclados y voces), Carl Radle (bajo) y Jim Gordon (batería) para formar un nuevo grupo, es posible que para demostrarse que podía tener un grupo y dejar de lado su fama de estrella. La banda iba a llamarse en un principio Eric Clapton and Friends, se decidió después por The Dynamics. El hecho de acabar llamándose Derek and the Dominos parece que se debe a que a la hora de presentarles en su primer concierto el locutor, en vez de Derek and the Dynamics, dijo "Derek and the Dominos", quedó así. Sin embargo, en la biografía de Clapton se dice que Ashton quería que se llamase "Del and the Dominoes" (siendo "Del" el mote que le habían asignado a Clapton), y que al final lo que hicieron fue unir Del y Eric, quedando Derek and the Dominos.
La amistad de Clapton con Harrison le hizo conocer a Pattie Boyd, esposa de Harrison, de la cual quedó prendado. Cuando ella rechazó sus avances, los sentimientos de Clapton se plasmaron en las canciones del álbum Layla and Other Assorted Love Songs (1970). El álbum contiene el gran éxito «Layla», inspirado por el poema «La historia de Layla y Majnun», del poeta de Persia Nezami. La historia que contaba el poema conmovió  a Clapton, ya que hablaba de un joven que se enamoraba de una hermosa mujer, inaccesible porque estaba casada.
La banda grabó su único álbum en los estudios de grabación Criteria de Miami con Atlantic Records, bajo la producción de Tom Dowd, con el que ya había trabajado Clapton en el álbum de Cream Disraeli Gears. Las dos partes de «Layla» se grabaron en sesiones distintas: primero se grabó el comienzo de guitarra y, para la segunda parte, grabada varios meses después, el batería Jim Gordon tocó la parte de piano. En el álbum colaboró Duane Allman de The Allman Brothers Band, convirtiendo al grupo en un quinteto. Allman primero añadió su guitarra slide a los temas «Tell the Truth» y «Nobody Knows You When You're Down and Out». En cuatro días el quinteto grabó «Key to the Highway», «Have You Ever Loved a Woman» y «Why Does Love Got to be So Sad». En septiembre, Allman dejó las sesiones para hacer unos conciertos con su banda, y los cuatro restantes grabaron «I am Yours», «Anyday» y «It's Too Late». Después grabaron la versión de la canción de Jimi Hendrix (que murió durante la grabación de este álbum) «Little Wing» y «Thorn Tree in the Garden».
El álbum tenía muchas influencias del blues, y la contribución de Allman enriquecía el sonido. Los críticos dirían después que Clapton tocaba mejor cuando le acompañaba otro guitarrista. En este álbum aparecen algunas de las mejores composiciones de Clapton y algunas de sus mejores piezas de guitarra.
La banda comenzó una gira por los Estados Unidos sin Allman, que había regresado a The Allman Brothers Band. Aunque Clapton más adelante admitiría que la gira estuvo llena de drogas y alcohol, el álbum In Concert que se grabó en la gira, sonaba sorprendentemente potente. Además, la banda grabó varios temas para su segundo álbum de estudio (que nunca llegaría a editarse) durante la primavera de 1971. Cinco de estos temas aparecen en la caja recopilatoria de Eric Clapton Crossroads de 1988.
No estando Tom Dowd y Duane Allman para limar asperezas, Derek and the Dominos pronto se separarían en Londres. El final de Derek and the Dominos, viéndolo con el paso de los años, constituye una parte trágica de la historia del rock. Allman murió en un accidente de moto el 29 de octubre de 1971, y aunque Radle permaneció con Clapton hasta el verano de 1979 (murió en mayo de 1980 bajo los efectos de las drogas y el alcohol), la ruptura entre Clapton y Whitlock fue amarga, y hasta 2003 no volvieron a trabajar juntos. Además, el baterista Jim Gordon, que era un esquizofrénico sin diagnosticar, mataría años más tarde a su madre durante un episodio de brote psicótico. Gordon fue encarcelado y posteriormente llevado a una institución mental, donde permaneció hasta su muerte el 13 de marzo de 2023.
Miembros de Derek and the Dominos durante la etapa de Eric Clapton
- Eric Clapton - guitarra, voces
- Jim Gordon - batería
- Carl Radle - bajo.
- Bobby Whitlock - teclados, voces.

### Carrera en solitario
Década de 1970
Los primeros años de la década de los 70 fueron desastrosos para la vida personal de Clapton, dominada por sus adicciones. Dejó de hacer giras y se recluyó en su residencia de Surrey, en el Reino Unido. Allí se dedicó a su adicción a la heroína, dejando de lado su carrera, solo interrumpida por su aparición en el "Concierto por Bangladesh" en agosto de 1971, donde se desmayó en el escenario, fue reanimado, y continuó tocando. En enero de 1973, el guitarrista de The Who, Pete Townshend, organizó un concierto en el "Rainbow Theatre" para ayudarle a volver a la escena musical. Este concierto contó también con la colaboración de Ron Wood y Steve Winwood. Se grabó y después se editaría bajo el nombre de Eric Clapton's Rainbow Concert. Gracias a la ayuda de Townshend y una terapia de acupuntura Clapton dejó el consumo de heroína en 1973. Clapton, le devolvería en 1975 el favor apareciendo en la ópera rock de The Who, "Tommy", interpretando el tema "Eyesight To The Blind".

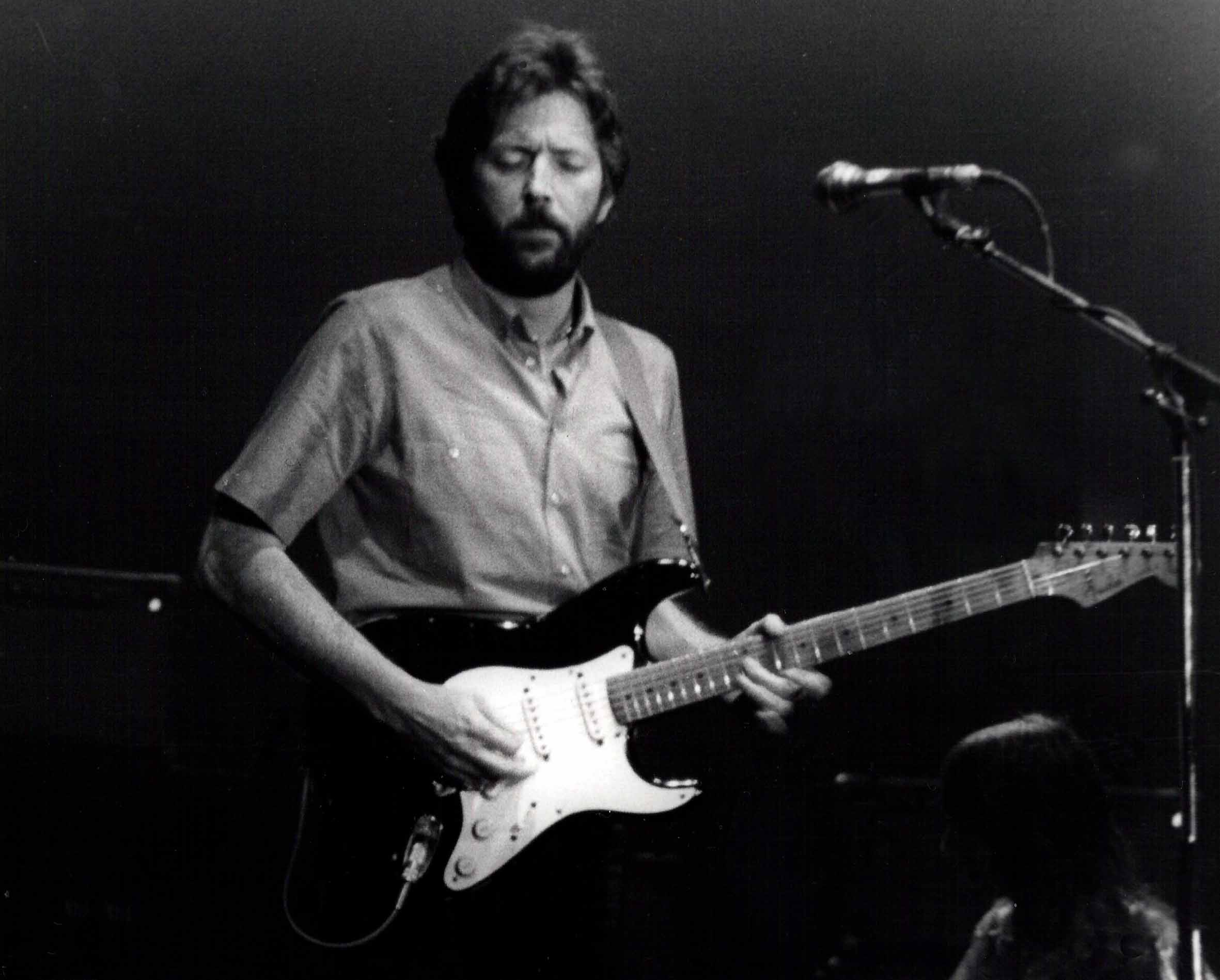
Eric Clapton en Barcelona, en 1974.

En 1974, ya junto a Pattie Boyd (aunque no se casaría con ella hasta 1979), y rehabilitado de su adicción a la heroína y cocaína, aunque todavía siendo alcohólico, Clapton formó una banda para su proyecto en solitario con el bajista Carl Radle, el guitarrista George Terry, el teclista Dick Sims, el baterista Jamie Oldaker y Marcy Levy (conocida como Marcella Detroit del dúo pop Shakespears Sister). Con estos músicos, Clapton grabó 461 Ocean Boulevard (1974), bajo la producción nuevamente de Tom Dowd. Era un álbum con canciones más simples y con menos solos de guitarra; siendo la versión de la canción de Bob Marley "I Shot the Sheriff" su primer sencillo en llegar al #1 en Estados Unidos.
El álbum de 1975 There's One in Every Crowd fue una decepcionante continuación de su anterior álbum, ya que ni siquiera entró en el "Top Ten". La banda hizo una gira mundial de cuyas grabaciones se extrajo el álbum en directo, E.C. Was Here. A continuación vendría el álbum de 1976 No Reason to Cry, con las colaboraciones de Bob Dylan y The Band.
En agosto de este mismo año Clapton, provocó uno de los momentos más criticados de su vida, cuando, durante un concierto en Birmingham, habló sobre la creciente inmigración que sufría Inglaterra. Dio su apoyo al poeta y político conservador Enoch Powell y dijo que el Reino Unido estaba en peligro por el incipiente crecimiento de la comunidad negra. Este incidente, junto con otro similar provocado por el cantante David Bowie, fueron los causantes de la creación de una asociación llamada "Rock Against Racism".
En noviembre de 1977 vendría Slowhand, muy bien recibida por la crítica, donde figura la canción "Wonderful Tonight", otra canción dedicada a Pattie Boyd, y la canción "Cocaine", una versión de un tema de J.J. Cale.

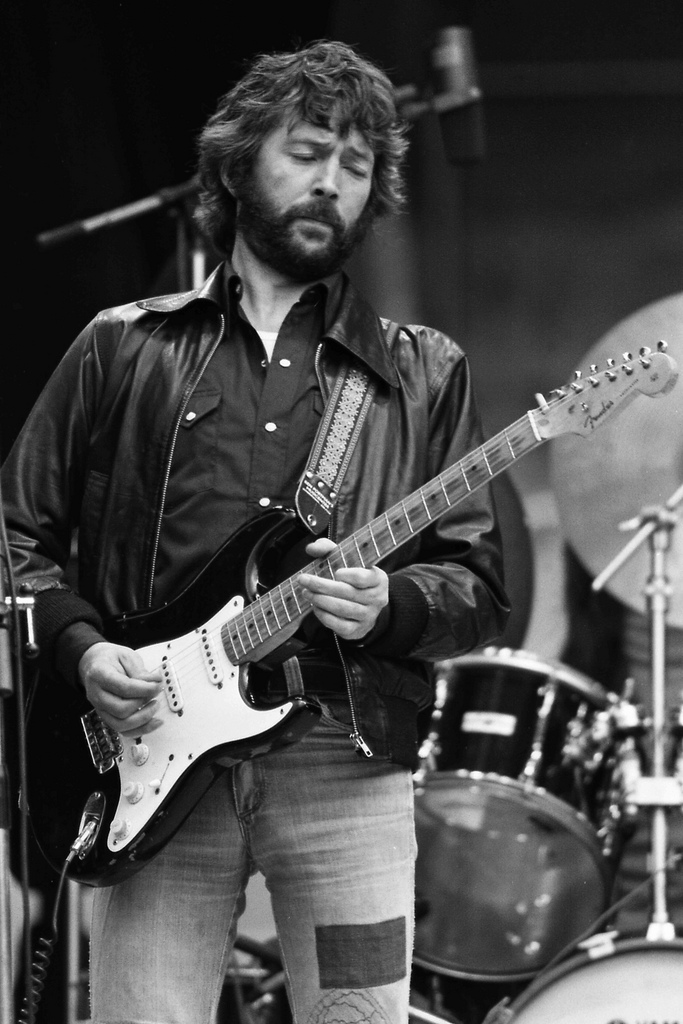
Eric Clapton en 1978.

En 1978 vino Backless, que no recibió las mismas críticas positivas que Slowhand. Contaba con dos temas de Bob Dylan y volvía a aparecer una versión de J.J. Cale. El único sencillo que entró en el "Top Ten" británico fue "Promises". Este sería el último álbum que grabaría con la banda que le había acompañado desde 1974.
No hay que olvidar su apoyo al partido de extrema derecha Frente Nacional de Enoch Powell. En un concierto de Birmingham. Clapton instó a la audiencia en el lugar a apoyar a Enoch Powell, un político conservador cruelmente antiinmigrante y, según los informes, agregó que pensaba que los negros, a los que se refirió usando dos insultos ofensivos diferentes, deberían abandonar el país (no existe ninguna grabación para confirmar las exactas palabras que usó, pero varios testigos presenciales han informado los insultos que Clapton usó, y él mismo reconoció su error y se disculpó por ello).
Década de 1980
En 1980, se edita el doble álbum en directo Just one night, grabado en el Teatro Budokan, en Tokio, donde lo más destacable es su nueva banda, liderada por el guitarrista, Albert Lee, que le da un aire totalmente nuevo a la música de Clapton.
En 1981, Clapton es invitado a colaborar en el concierto en beneficio de Amnistía Internacional. En esta ocasión se hizo acompañar de Jeff Beck dejando para la historia unos memorables duetos. Tres de estos aparecieron en el álbum que se editó del evento. En esta época saca el álbum titulado Another Ticket, un álbum con polémica desde el principio, ya que Polydor no aceptó la primera entrega del álbum producido por Glyn Johns, teniéndose que volver a grabar íntegramente con el productor Tom Dowd. Además, en uno de los primeros conciertos de la gira, Clapton cayó inconsciente, quedando cerca de la muerte por su acusado alcoholismo. En esta época Clapton comienza a apoyarse cada vez más en el cristianismo.
En 1983 se lanza al mercado Money and cigarettes, con la compañía discográfica Reprise Records, con la memorable portada que muestra a Clapton fumando cerca de una stratocaster derritiéndose. Eric Clapton llamó así al álbum "porque, pensé que llegaría el momento en que serían las únicas dos cosas que me quedarían." Para este álbum Clapton se deshace de toda su banda, a excepción de Albert Lee, además de contar con la colaboración de Ry Cooder.

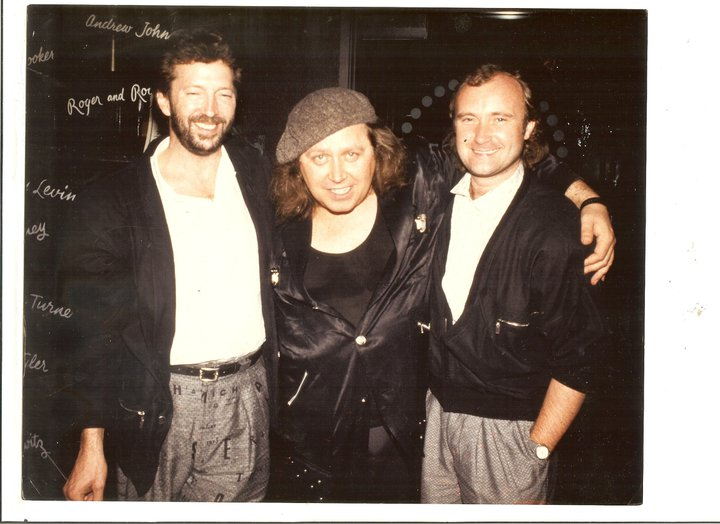
Eric Clapton (izquierda) junto a Sam Kinison y Phil Collins.

En 1984, aparte de editarse un recopilatorio llamado Backtrackin', colaboró en el álbum The Pros and Cons of Hitch Hiking del miembro de Pink Floyd Roger Waters y después le acompañó en su gira. A partir de aquí se han reunido en numerosas ocasiones. Después de la gira, se puso a grabar Behind the Sun, que supuso su primera colaboración con Phil Collins, que además de tocar la batería, se encargó de la producción. Este año sería especialmente significativo en la vida personal de Eric Clapton, ya que, aunque seguía casado con Pattie Boyd, empezó una relación con Yvonne Kelly. Fruto de esta relación, en enero de 1985 nació su hija Ruth. Ni Clapton, ni Kelly dieron a conocer el nacimiento de su hija, que no fue revelado al público hasta 1991. Así pues, Boyd no supo de la existencia de la niña hasta 1991, cosa que la indignó sobremanera llegando a decir: 

"Lo que más me dolió fue que Eric supo de su existencia todo este tiempo. Mientras me declaraba amor incondicional, llevaba seis años pagándole manutención a Yvonne."

En 1986 se lanzó el álbum August, el título refiriéndose al mes de nacimiento de su primer hijo reconocido, Conor. Este álbum, también producido por Phil Collins, obtuvo las mejores ventas desde "Another Ticket". Cabe destacar la colaboración en varios de los temas de Tina Turner y su paresencia en el documental como tributo al 60º aniversario de Chuck Berry en los escenarios Hail! Hail! Rock 'n' Roll en 1987. En 1988 se editó Croossroads, una caja recopilatoria de cuatro discos, que hacía un repaso a toda su discografía desde su época de The Yardbirds.
En 1989, Clapton lanzó al mercado Journeyman, un álbum de muy diversos estilos, tocando el jazz, el blues, el pop y el soul. En este álbum colaboraron George Harrison, Phil Collins, Daryl Hall, Chaka Khan, Mick Jones de Foreigner, David Sanborn y Robert Cray. Aunque la crítica recibió el álbum sin grandes elogios, Clapton sostiene que es uno de sus favoritos. Este año Clapton se divorció de Pattie Boyd, que alegaba infidelidades."
Década de 1990
Los primeros años de la década de los 90 fueron especialmente trágicos para Eric Clapton. El 27 de agosto, su compañero Stevie Ray Vaughan, con el que estaba de gira, y dos de sus técnicos de gira murieron en un accidente de helicóptero durante el traslado entre conciertos. Después, el 20 de marzo de 1991, su hijo Conor Clapton, que contaba con cuatro años y medio de edad, murió al caer de un piso 53 de un rascacielos de la ciudad de Manhattan, Nueva York; Eric le dedicó la canción Tears in heaven coescrita con Will Jennings. La canción aparece primero en la banda sonora de la película "Rush" y después en su álbum de 1992 Unplugged, en una versión acústica, por el cual recibió seis premios Grammy, entre ellos el de álbum del año y mejor canción de rock del año.

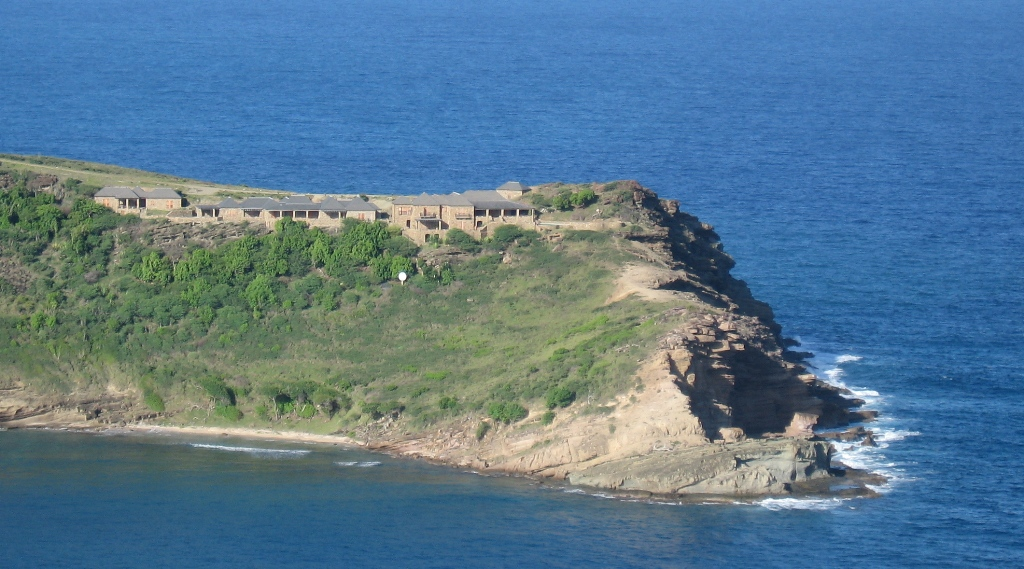
La mansión de Eric Clapton en la isla de Antigua (Antigua y Barbuda).

En septiembre de 1994, se edita From The Cradle, que es el primer álbum de blues íntegro grabado por Clapton, en el que se recoge una colección de temas clásicos. Ganó el Grammy al Mejor Álbum de Blues Tradicional en 1995 y vendió más de tres millones de copias en Estados Unidos, siendo el disco de blues que más ha vendido de la historia. En 1995 sale otro recopilatorio más, llamado "The Cream of Clapton".
En abril de 1996, se publica una nueva caja recopilatoria con el título Crossroads 2: Live In The Seventies, que consiste en actuaciones en directo grabadas entre los años 1974 y 1978, así como cuatro temas de estudio inéditos. Clapton también obtuvo un gran éxito ese año con la canción compuesta por Wayne Kirkpatrick, Gordon Kennedy y Tommy Sims, "Change The World", con el que ganó un Grammy a la mejor canción del año en 1997, el mismo año en que grabó Retail Therapy, un álbum de música electrónica con Simon Climie. También participó en un concierto homenaje a Stevie Ray Vaughan y en el concierto "Princes Trust" en Hyde Park, Londres.
En marzo de 1998, Clapton publicó el álbum Pilgrim con material totalmente nuevo, cosa que no ocurría en más de una década. En esta ocasión también cuenta con la colaboración de Simon Climie, y recibió críticas dispares. En 1999 se edita un doble álbum con material de los años 70 llamado Blues, y otro llamado Clapton Chronicles: The Best of Eric Clapton con material más reciente. Clapton acabó la década de los noventa con un álbum con B. B. King llamado Riding with the King que ganó un premio Grammy al mejor álbum de blues tradicional en 2001. Durante la grabación de este álbum conoció a su actual esposa Melia McEnery con la que se casó en 2002 y con la que tiene tres hijas: Julie Rose (13 de junio de 2001), Ella May (14 de enero de 2003), y Sophie Belle (1 de febrero de 2005).
Década de 2000

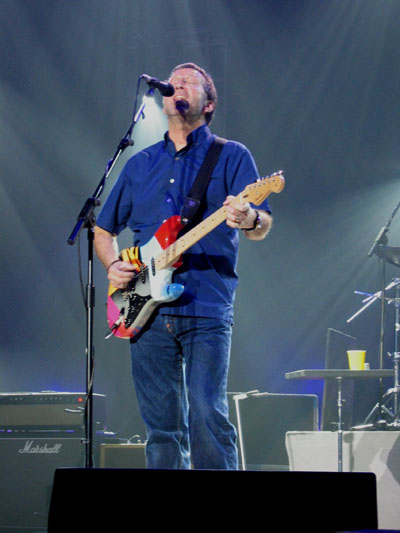
Eric Clapton en 2004

En 2001, se edita Reptile que tuvo una relativamente buena acogida de la crítica. En 2002, Eric tocó en Party at the Palace, concierto con el que se celebraron los 50 años de reinado de la Reina Isabel II del Reino Unido, junto con otros artistas como Paul McCartney, Bryan Adams, Keith Airley, Atomic Kitten, Shirley Bassey, Tony Bennett, Blue, Emma Bunton, The Corrs, Joe Cocker, Phil Collins, Ray Cooper, Ray Davies, Dame Edna Everage, Tony Iommi, J'anna Jacoby, Elton John, Tom Jones, Ladysmith Black Mambazo, Annie Lennox, Ricky Martin, Ozzy Osbourne, Mark Andrew-Brydon, Brian May y Roger Taylor de Queen, Mis-teeq, Cliff Richard, S Club 7, Rod Stewart, Will Young, Brian Wilson, Steve Winwood, Tony Vincent o Hannah Jane Fox. En noviembre de ese mismo año organizó un concierto homenaje a George Harrison, quien había muerto el año anterior de cáncer. Junto a él tocaron Paul McCartney, Ringo Starr, Jeff Lynne, Tom Petty, Ravi Shankar, entre otros.
En marzo de 2004 publica un álbum de tributo al bluesman Robert Johnson, Me And Mr. Johnson, que incluye 14 versiones de los 29 temas que grabó el maestro del blues del Misisipi durante su breve carrera en los años 30. Y ese mismo año otro disco similar llamado Sessions For Robert J que además incluía un documental.
En mayo de 2005, se produce la reunión de Cream para una serie de conciertos en el Royal Albert Hall de Londres. Las grabaciones resultantes se lanzaron en CD y DVD. Después hicieron un concierto en el Madison Square Garden de Nueva York. El 30 de agosto sale al mercado Back Home, con material totalmente nuevo. Para la gira de este álbum contaría con la ayuda de Derek Trucks y Doyle Bramhall II, siendo Trucks el tercer componente de The Allman Brothers en tocar en la banda de Clapton, mientras que el segundo fue Chuck Leavell, que anteriormente había colaborado en Unplugged y en 24 Nights.
El 20 de mayo de 2006 Clapton hizo una actuación con Roger Taylor (Queen) y Roger Waters (Pink Floyd) en el Castillo Highclere. También hizo una aparición en un concierto de Bob Dylan en Columbus, Ohio. El 7 de noviembre de 2006 se edita un álbum llamado The Road to Escondido conjuntamente con J.J. Cale.
En 2007 Clapton publica un doble CD recopilatorio titulado "Complete Clapton", con el que el guitarrista celebra los 25 años de su tema Layla. En este recopilatorio se recogen 36 canciones que resumen gran parte de la carrera musical de Eric Clapton.
En 2009 salió a la venta un set de dos CD y dos DVD de tres conciertos con Steve Winwood en el Madison Square Garden. Durante 2009 y 2010 realizó giras con Jeff Beck, Roger Daltrey y nuevamente con Steve Winwood.
2010-actualidad
En 2010, Clapton y Jeff Beck realizaron una gira que comenzó en The O2 Arena de Londres el 13 de febrero y que ofreció paradas en el Madison Square Garden de Nueva York, el Air Canada Centre de Toronto y el Bell Centre de Montreal. Clapton ofreció también una serie de conciertos en once ciudades estadounidenses entre el 25 de febrero y el 13 de marzo, con Roger Daltrey como telonero. Entre su tercera gira europea con Steve Winwood y una nueva etapa por Norteamérica, publicó Clapton, un nuevo álbum de estudio.
En enero de 2013, Surfdog Records anunció un acuerdo con Clapton para publicar Old Sock, un nuevo trabajo de estudio, el 12 de marzo. Entre marzo y junio del mismo año, Clapton ofreció una gira por Norteamérica y Europa para conmemorar su 50.º aniversario como músico profesional. El 28 de febrero de 2013, Clapton anunció su intención de abandonar las giras en 2015 debido a problemas con los viajes. El 27 de junio, confirmó sus planes de retiro atribuyendo su decisión a que la carretera era «insoportable».
Sin embargo, a pesar de sus planes de retiro, Clapton siguió ofreciendo conciertos espaciados en el tiempo. Los días 13 y 14 de noviembre, encabezó el festival Baloise Sessions en Basel, Suiza. Además, organizó y grabó The Breeze: An Appreciation of JJ Cale, un tributo a su amigo J.J. Cale, fallecido en julio de 2013, que contó con la colaboración de Christine Lakeland, Mark Knopfler, John Mayer, Willie Nelson, Tom Petty, Derek Trucks y Don White.
Con motivo de su 70.º cumpleaños, Clapton programó dos conciertos en el Madison Square Garden de Nueva York los días 1 y 2 de mayo de 2015, seguidos de una residencia de siete días en el Royal Albert Hall de Londres.

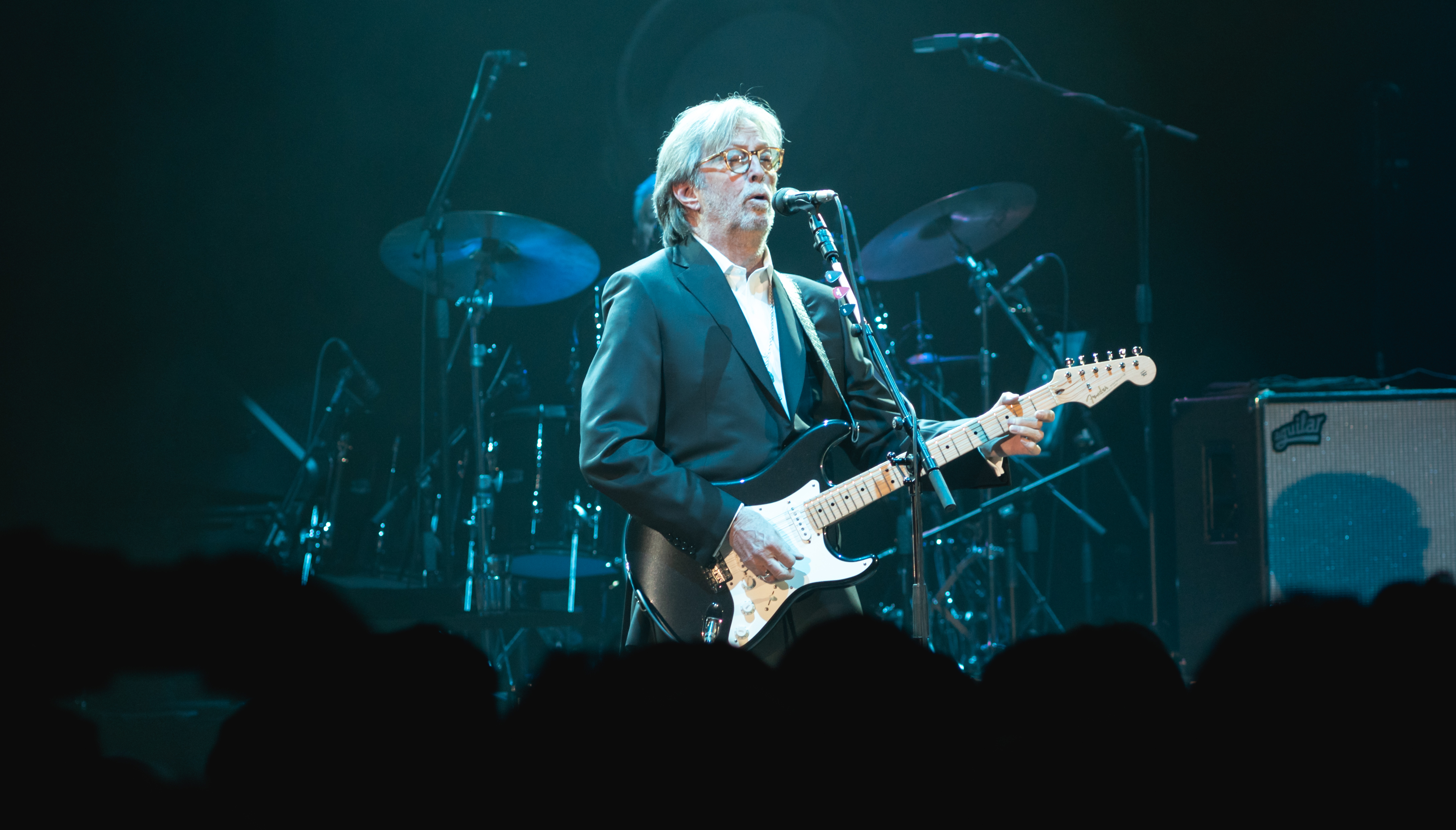
Clapton tocando en el evento tributo a Ginger Baker en febrero de 2020.

El 20 de mayo de 2016, Clapton publica su último disco de estudio, I Still Do, producido por el reconocido productor Glyn Johns. El disco, que incluye nuevas composiciones y versiones de temas clásicos de blues, ha tenido un gran éxito tanto en ventas como con la crítica especializada.
En junio de 2016, Clapton brindó una entrevista a la revista británica Classic Rock en la que hizo pública una enfermedad que lo aquejaba hacía ya un tiempo. El guitarrista aseguró sufrir de neuropatía periférica, lo cual le produce la sensación de "descargas eléctricas bajando por tu pierna. Es difícil trabajar tocando la guitarra lidiando con el hecho de que eso no mejorará". Incluso se reveló que la cancelación de una serie de shows en el año 2013 fue debido a sus problemas de salud.
El 24 de marzo de 2017, mediante un comunicado en su página oficial, se informaba la reprogramación de dos shows que el músico brindaría el 25 y 26 de ese mes en The Forum (Los Ángeles), bajo recomendación médica debido a una bronquitis severa que aquejaba a Clapton. Con un pedido de disculpas, los shows se reprogramaron para los días 13 y 18 de septiembre y se añadieron dos nuevas fechas en la misma localidad (15 y 16 de septiembre).
A principios de 2018 Clapton confiesa en una entrevista en la BBC ofrecida mientras promociona su documental "Eric Clapton: Life in 12 Bars", que se está quedando sordo afectado por el tinnitus. Una afección común entre los músicos que han estado sometidos a fuertes volúmenes y que consiste en sufrir en el oído la sensación de golpes y sonidos que no provienen de fuentes externas.
Miembros en algún momento de su carrera en solitario
- Duane Allman - guitarra, guitarra slide
- Albert Lee - guitarra, voces, coros.
- Mark Knopfler - guitarra.
- Elton John - piano.
- Andy Fairweather-Low - guitarra, coros.
- Phil Palmer - guitarra.
- Ry Cooder - guitarra.
- George Terry - guitarra, coros.
- Alan Darby - guitarra.
- Tim Renwick - guitarra.
- Roger Waters - voces, guitarra, bajo.
- Michael Kamen - teclado.coros.
- Alan Clark - piano, teclado.
- Gary Brooker - teclado, coros.
- Chuck Leavell - piano, teclado, órgano hammond.
- Greg Phillinganes - teclado, órgano hammond, coros.
- Billy Preston - órgano hammond.
- David Sancious - teclado, guitarra, armónica, coros.
- Chris Stainton - piano, teclado.
- Mel Collins - saxofón.
- Dave Bronze - bajo.
- Dave Merkee - bajo.
- Nathan East - bajo, voces, coros.
- Pino Palladino - bajo.
- Carl Radle - bajo, guitarra.
- Paulinho Da Costa - percusión.
- Phil Collins - batería, voces.
- Ray Cooper - percusión.
- Jim Gordon - batería, piano.
- Jeff Porcaro - batería.
- Steve Ferrone - batería.
- Henry Spinetti - batería.
- Steve Gadd - batería.
- Ricky Lawson - batería.
- Andy Newmark - batería.
- Jamie Oldaker - batería.
- Yvonne Elliman - voces, coros, guitarra.
- Katie Kissoon - coros.
- Marcy Levy - voces, coros, armónica.
- Tessa Niles - coros.
- Tracy Ackerman - coros.
- Joe Sample - piano, Wurlitzer.
- Dorren Chanter - voces.
- Peter Robinson - sintetizadores.
- Dick Sims - teclado.
- Donald Dunn - bajo.

## Influencias
Clapton ha tocado temas de artistas muy variados, pero sobre todo de Robert Johnson y J.J. Cale. Otros artistas a los que ha homenajeado son George Harrison, Bob Marley, Bo Diddley y Bob Dylan. Él cita como sus mayores influencias a Freddie King, B. B. King, Albert King, Buddy Guy, Hubert Sumlin y Robert Johnson. Clapton dijo de Johnson: 

... el músico de blues más importante que jamás existió. Él era verdadero, absolutamente, nunca he encontrado nada más lleno de sentimiento que Robert Johnson. Su música es el llanto más potente que puedes encontrar en una voz humana, de veras... parecía resonar con algo que yo siempre sentí.

## Estilo
El woman tone es el término utilizado para referirse al distintivo sonido de guitarra eléctrico usado por Clapton a finales de los años 1960 con su Gibson SG, su amplificador Marshall a válvulas y (a veces) su "Dallas Rangemaster" (un booster de agudos basado en un transistor de germanio). Se ve claramente ejemplificado en la canción de Cream, "Sunshine of Your Love". Se trata de un sonido distorsionado, que se obtiene subiendo el volumen y tonos del amplificador al máximo, y la rueda del tono de la guitarra al mínimo, otro claro ejemplo es en la canción "Steppin' Out" de su época con los Bluesbreakers, esta vez, Clapton utilizaba una Gibson Les Paul con el tono de la guitarra al mínimo, un amplificador Marshall saturado y un Dallas Rangemaster, El resultado era un tono que recordaba bastante a un pedal Fuzz. También, parte del sonido, es debido al característico estilo de tocar de Clapton.

## Equipamiento

### Guitarras
La elección de guitarras de Eric Clapton ha sido diversa, y junto con Hank Marvin, The Beatles y Jimi Hendrix, ha sido una gran influencia a la hora de popularizar algunos modelos de guitarra eléctrica en particular. Con The Yardbirds, Clapton tocó una Fender Telecaster, una Fender Jazzmaster y una Gibson ES-335 color cereza de 1964. Se convirtió a mediados de 1965 en usuario exclusivo de guitarras Gibson, después de comprar en una tienda de Londres una Gibson Les Paul Sunburst estándar. Clapton comentó sobre su estrecho mástil, lo que indicaría que se trataba de una Gibson Les Paul Standard de 1960.

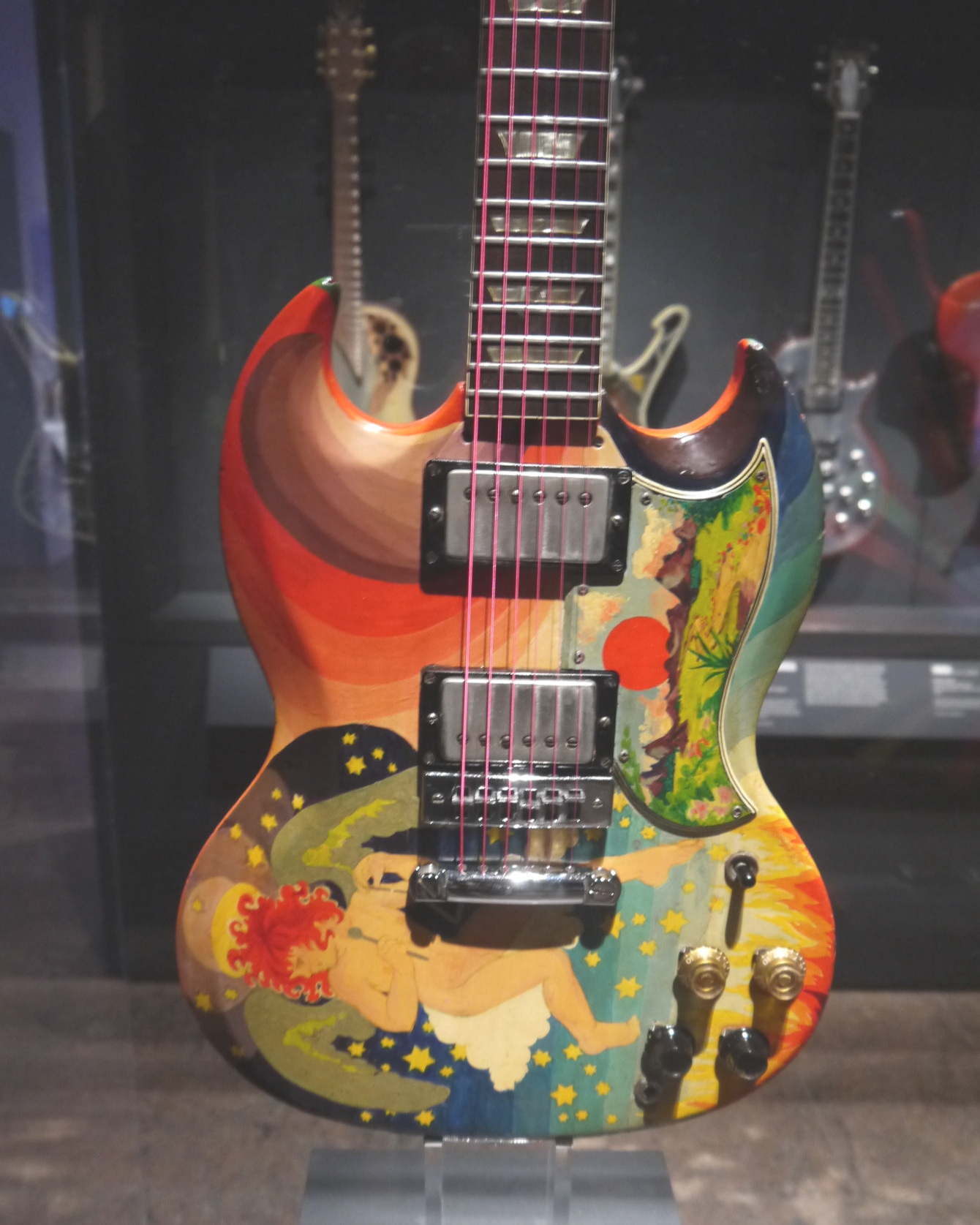
The Fool. Replica de guitarra Gibson SG de 1964 que utilizaba Clapton durante sus años con Cream. Foto del Museo Metropolitano de Arte en Nueva York (2019).

Durante los comienzos con Cream, la Gibson Les Paul Standard de 1960 fue robada. Continuó tocando con una guitarra casi idéntica que le compró a Andy Summers, hasta la compra de su guitarra más famosa de esta época, una Gibson SG de 1964 con psicodélicos dibujos, a juego con la batería de Ginger Baker y el Fender Bass VI de Jack Bruce, que recibió el nombre de "The Fool". The Fool puede verse en manos de Clapton en una grabación de guitarra para principiantes y en numerosas fotografías y grabaciones de la época. Después de Cream Clapton no utilizó mucho esta guitarra en público. Esta Gibson es muy conocida por los fanes de Clapton, por su pintoresco y distintivo aspecto. Por ejemplo John Frusciante utiliza una réplica en el vídeo de Dani California en una escena en la que los Red Hot Chili Peppers interpretan a los músicos de la psicodelia de los años 60. Fue vista por última vez en manos de un coleccionista.
En 1968, Eric Clapton compró una Gibson Firebird y volvió a utilizar de nuevo la Gibson ES-335 color cereza de 1964. La historia de esta Gibson ES-335 abarca un largo período de la carrera de Clapton, siendo utilizada en su último concierto con Cream en noviembre de 1968, apareciendo en la canción «Hard Times» del álbum de 1989 Journeyman, y también en el álbum y posterior gira de From the Cradle. Fue vendida en una subasta de 2004 por 847 500 dólares estadounidenses. Gibson sacó una edición limitada de 250 piezas de una réplica de esta Gibson llamada Crossroads 335.
Durante la grabación de The Beatles del tema «While My Guitar Gently Weeps» usó una Gibson Les Paul roja de 1957, que posteriormente le regaló a George Harrison. Harrison la bautizó como Lucy y fue una de sus principales guitarras de la última etapa de The Beatles, hasta que fue robada de la propia casa del ex-beatle en 1970. Harrison la recuperó cambiándola por otra Les Paul y un bajo.
En el famoso concierto de Blind Faith de 1969 en Hyde Park tocó una Fender Custom Telecaster.
A finales de 1969 se cambió a Fender Stratocaster.

«Yo tenía muchas influencias cuando comencé con la Strat. En primer lugar estaban Buddy Holly y Buddy Guy. Hank Marvin fue el primer músico reconocido en usarla aquí en Inglaterra, aunque no era mi estilo. Steve Windwood tenía tanta credibilidad, que cuando comenzó a usar una, yo pensé, oh, si él puede, yo también puedo».

La primera Stratocaster fue Brownie, usada durante la grabación del álbum Eric Clapton que en 1974 se convertiría en pieza fundamental para la creación de «Blackie», la guitarra más famosa de Clapton. En 1970 compró seis Fender Stratocasters en una tienda de Nashville (Tennessee) durante su gira con Derek and the Dominos, de los cuales, posteriormente, regaló tres a George Harrison, Steve Winwood y Pete Townshend. Usó lo mejor de las tres restantes para la creación de "Blackie", que fue su guitarra favorita de directo hasta que la jubilase en 1985. La tocó por primera vez el 13 de enero de 1973 en el Rainbow Concert. El 24 de junio de 2004, Clapton vendió Blackie en una subasta de Christies, en Nueva York, por la cantidad de 959 500 dólares, que donó a la Crossroads Centre, un centro de desintoxicación creado por él mismo. Brownie ahora se encuentra expuesta en un museo musical de Seattle llamado Experience Music Project. Fender ha creado desde entonces una edición limitada de réplicas de Blackie.
Otro momento relativo a las guitarras de Clapton fue cuando en 1971 regaló una de sus guitarras firmadas al Hard Rock Cafe de Londres, para designar su taburete favorito del local. En respuesta, Pete Townshend, regaló una de sus guitarras, con una nota que rezaba: «La mía es tan buena como la suya! Love, Pete». Desde este momento Hard Rock comenzó a crear su particular estilo de decoración en sus locales.

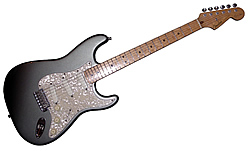
Guitarra Eric Clapton Stratocaster.

En 1988 Fender creó la llamada Eric Clapton Stratocaster. Desde aquí Fender ha creado diversos modelos dedicados a artistas como: Rory Gallagher, Mark Knopfler, Jeff Beck, Stevie Ray Vaughan o Buddy Guy. Clapton también ha sido honrado con una serie de guitarras acústicas fabricadas por C. F. Martin & Co. La Martin 1939 000-42 que usó para su álbum acústico Unplugged fue vendida en subasta por 791 500 dólares. Hoy en día usa una Martin 000-ECHF.
Todas las subastas de guitarras que ha llevado a cabo Clapton, tanto la de 1999 (donde se recaudaron más de cinco millones de dólares), como la de 2004 (donde se recaudaron 7 438 624 de dólares), fueron donadas al centro de desintoxicación creado en 1997 en Antigua que lleva su nombre.

### Resto de equipamiento
- En su primera época con The Roosters su guitarra Kay sonaba a través de un amplificador Selmer Futurama III.
- En su época con The Yardbirds su Telecaster hacía uso de un amplificador Vox AC-30.
- Con The Bluesbreakers tocaba su Les Paul Standard de 1960 a través de un amplificador de 45 vatios Marshall 2x12 combo (JTM 45) de 1962, con algunos retoques. El amplificador solía estar puesto a su máximo volumen, incluso en el estudio de grabación. Cuando los ingenieros se quejaban, Eric respondía: «Así es como toco».[91] Esta combinación de Marshall y Les Paul fue muy fructífera e inspiró a otros guitarristas. Jimmy Page comentó que después de oír a Clapton compró un Marshall para su Gibson, combo que continúa tocando hasta ahora.

- En su época de Cream se pasó a cabezales Marshall de 100 vatios usando dos paredes completas de 4X12. También usaba un pedal Vox wah-wah y ocasionalmente un pedal con efectos fuzz.
- Con Blind Faith usaba Fender Dual Showman con reverb o sus amplificadores de Marshall.
- Con Derek and the Dominos, Fender Champ fue el amplificador de estudio que utilizó en la grabación de Layla and Other Assorted Love Songs. En directo, usaba Fender Dual Showmans o sus Marshall.
- En solitario:
  - En 1976, usaba su Gibson ES-335 como guitarra slide con cuerdas Ernie Ball Super Slinky’s.009 -.042. Utilizaba amplificadores Music Man modificados con reverb y multiefectos de JBL. También usaba una pedalera Crybaby wah-wah.
  - A mediados de los años 1980 aumentó considerablemente los efectos y pedaleras que usaba en directo. Sintetizadores Roland 700, controladores Bradshaw, pedaleras wah-wah Crybaby Reissue de Jim Dunlop, retardos de Ibanez, compresores DBX, retardos Roland SDE-3000, entre otros. En esta época cambió sus amplificadores a la serie Marshall 800 de 50 vatios.
  - En 1994, para la grabación de From the Cradle, aparte de usar más de 50 guitarras de su colección, utilizó un viejo amplificador Fender Twin sin ningún tipo de efecto y un Fender Champ.
  - Durante su Gira Reptile de 2001 hizo varios cambios. Comenzó utilizando unos amplificadores Fender Tweed Twins, pero a mitad de la gira cambió a Fender Vibro Kings.
  - Hoy en día su equipamiento se limita básicamente a una pedalera de efectos Boss Chorus CE-3, un amplificador Leslie y un pedal wah-wah 535 Crybaby de Jim Dunlop.

## Reconocimientos y premios

### Reconocimientos
| Año  | Reconocimiento                                                                          |
| ---- | --------------------------------------------------------------------------------------- |
| 1983 | Se le hace entrega del Premio Silver Clef por sus contribuciones al mundo de la música. |
| 1994 | Se le hace entrega de la Orden del Imperio Británico en calidad de Oficial (OBE).       |
| 2004 | Ascenso en la Orden del Imperio Británico a Comandante (CBE).                           |

### Grammys
| Año  | Premio                                                        | Notas |
| ---- | ------------------------------------------------------------- | --- |
| 1972 | Álbum del año por The Concert For Bangladesh.                 | Compartido con George Harrison, Ravi Shankar, Bob Dylan, Leon Russell, Ringo Starr, Billy Preston y Klaus Voorman. |
| 1990 | Mejor intérprete solista de rock por «Bad Love».              | |
| 1993 | Mejor canción de rock por «Layla».                            | Compartido con Jim Gordon.                                                                                         |
| 1993 | Mejor intérprete solista de rock por Unplugged.               | |
| 1993 | Mejor intérprete solista de pop por «Tears in Heaven».        | |
| 1993 | Canción del año por «Tears in Heaven».                        | |
| 1993 | Álbum del año por Unplugged.                                  | |
| 1993 | Grabación del año por «Tears in Heaven».                      | |
| 1994 | Mejor álbum de blues tradicional por From the Cradle.         | |
| 1996 | Mejor intérprete de rock instrumental por «SRV Shuffle».      | Compartido con Jimmie Vaughan, Bonnie Raitt, Robert Cray, B.B. King, Buddy Guy, Dr. John y Art Neville.            |
| 1996 | Mejor intérprete pop masculino por «Change the World».        | |
| 1996 | Grabación del año por «Change the World».                     | |
| 1998 | Mejor intérprete masculino de pop por «My Father's Eyes».     | |
| 1999 | Mejor intérprete instrumental de rock por «The Calling».      | Compartido con Santana.                                                                                            |
| 2000 | Mejor álbum de blues tradicional por Riding with the King.    | Compartido con B.B. King.                                                                                          |
| 2001 | Mejor intérprete instrumental de pop por Reptile.             | |
| 2007 | Mejor álbum de blues contemporáneo por The Road to Escondido. | Compartido con J.J. Cale.                                                                                          |

## Discografía
| Con The Yardbirds - Five Live Yardbirds (1964) - For Your Love (1965) - Having a Rave Up (1965) - Sonny Boy Williamson and The Yardbirds (1966) Con John Mayall & the Bluesbreakers - Bluesbreakers with Eric Clapton (1966) Con Cream - Fresh Cream (1966) - Disraeli Gears (1967) - Wheels of Fire (1968) - Goodbye (1969) - Live Cream (1970) - Royal Albert Hall London May 2-3-5-6 2005 (2005) | Con Blind Faith - Blind Faith (1969) Con Delaney & Bonnie & Friends - On Tour with Eric Clapton (1970) Con Derek and the Dominos - Layla & Other Assorted Love Songs (1970) - in Concert (1971) |

En solitario
| - Eric Clapton (1970) - 461 Ocean Boulevard (1974) - There's One in Every Crowd (1975) - E.C. Was Here (1975) - No Reason to Cry (1976) - Slowhand (1977) - Backless (1978) - Just One Night (1980) - Another Ticket (1981) - Money and Cigarettes (1983) - Behind the Sun (1985) - August (1986) - Journeyman (1989) - 24 Nights (1991) - Unplugged (1992) - From the Cradle (1994) | - Pilgrim (1998) - Riding with the King (con B.B. King) (2000) - Reptile (2001) - One More Car, One More Rider (2002) - Me and Mr. Johnson (2004) - Sessions for Robert J (2004) - Back Home (2005) - The Road to Escondido (con JJ Cale) (2006) - Live from Madison Square Garden (con Steve Winwood) (2009) - Clapton (2010) - Old Sock (2013) - The Breeze: An Appreciation of JJ Cale (2014) - Slowhand at 70 – Live at the Royal Albert Hall (2015) - I Still Do (2016) - Live in San Diego (2016) - Happy Xmas (2018) - Meanwhile (2025) |

## Bandas sonoras
Clapton ha colaborado en múltiples bandas sonoras, tanto aportando canciones como componiendo canciones nuevas.
Resumen:
- Mean Streets (1973) - "I Looked Away"
- The Hit (1984) - Banda sonora completa
- Back to the Future (1985) - "Heaven Is One Step Away"
- El color del dinero (1986) - "It's in the Way That You Use It"
- Lethal Weapon 2 (1988) - "Knockin' On Heaven's Door"
- Homeboy (1988) - Banda sonora completa
- Goodfellas (1990) - "Layla" y "Sunshine of Your Love"
- Rush (1991) - Banda sonora completa
- Wayne's World (1992) - "Loving your Loving"
- Los amigos de Peter (1992) - "Give Me Strength"
- Lethal Weapon (1992) Contribución en la producción y escribió junto a Sting "It's Probably Me" y "Runaway Train" junto a Elton John.
- True Lies (1994) - "Sunshine of Your Love"
- Twister (1996) - "Motherless Child"
- Phenomenon (1996) - "Change the World"
- Patch Adams (1998) - "Let It Rain"
- Lethal Weapon 4 (1998) - "Pilgrim"
- City of Angels (1998) - "Further On Up The Road"
- Runaway Bride (1999) - Blue Eyes Blue
- The Story of Us (1999) - "(I) Get Lost"
- Dancing At The Blue Iguana (2000) - "River of Tears"
- A Knight's Tale (2001) - "Further On Up The Road"
- Escuela de rock (2003) - "Sunshine Of Your Love"
- Starsky & Hutch (2004) - "Cocaine"
- Una pandilla de pelotas (2005) - "Cocaine"
- Lord of War (2005) - "Cocaine"

## Filmografía y videografía
- "Farewell Cream" (1968)
- "Rock And Roll Circus" (1968)
- "The Concert For Bangladesh" (1971)
- "Film About Jimi Hendrix" (1973)
- "Tommy" (la ópera rock de The Who) (1974)
- "Circasia" (1975)
- "The Last Waltz" (Martin Scorsese) (1976)
- "Eric Clapton’s Rolling Hotel" (1978)
- "Water" (1985)
- "Hail Hail Rock N Roll" (1986)
- "Live at Knebworth" (1990)
- "24 Nights" (1991)
- "Unplugged" (1992)
- "Bob Dylan The 30th anniversary concert celebratrion" (1992)
- "Live in Hyde Park" (1996)
- "Music for Monserrat" (1997)
- "Blues Brothers 2000" (1998)
- "One more car, one more rider" (2001)
- "Concert For George" (2002)
- "Crossroads Guitar Festival 2004" (2004)
- "Crossroads Guitar Festival 2007" (2007)
- "Crossroads Guitar Festival 2010" (2010)
- "Crossroads Guitar Festival 2013" (2013)

Documentales:
- "Can You Hear The Wind Howl" (1997)
- "Tom Dowd: The Language of Music" (2003)
- "Martin Scorsese Presents: The Blues" (Serie de TV) (2003)
- "J.J. Cale To Tulsa and Back" (2006)
- "Before The Music Dies" (2006)
- "Living in the Material Word" (2011)